# Edvard Sylou-Creutz
Edvard Sylou-Creutz (Oslo 7 mei 1881 – 11 mei 1945) was een Noors pianist, componist en radioman.
Als musicus kreeg hij opleiding van Agathe Backer-Grøndahl (piano) en Iver Holten en Catharinus Elling (compositieleer). Hij studeerde verder in Berlijn (1907-1911), Wenen (1912-1914) en Parijs (1930). Hij was ook een leerling van Edward Grieg. Zijn eerste concert vond plaats in 1910. Hij gaf concerten in Noorwegen en Frankrijk met muziek van Noorse componisten. Zo was hij in 1917 te horen in de concert samen met zangeres Alfhild Sundene. Vanaf 1919 verzorgde hij muziekrecensies in Morgenbladet. Hij had ook bestuursfuncties, zoals dat van de Toonkunstenaarsbond. In de vroege tijden van de Christiania Radio in 1923 verzorgde hij samen met zangeres Dagny Schjelderup muziek. 
Later werd hij lid van de Nasjonal Samling, de NSB van Noorwegen. In maart 1940 solliciteerde hij naar een baan bij de Duitse radio om Duitse programma’s naar Noorwegen te brengen. Hij werd ingehuurd als anonieme presentator en nieuwslezer. De programma’s gingen vergezeld van propaganda, zeker toen Nazi-Duitsland op 9 april 1940 Noorwegen binnenviel. Alhoewel de propaganda bleef, kregen de programma’s steeds meer het karakter van reacties op radio-uitzendingen vanuit het Verenigd Koninkrijk. Die ommezwaai werd deels veroorzaakt door de uitgezonden toespraak van James Marshall-Cornwall die opriep tot Noors verzet tegen de Duitsers. Al eerder had Sylou geklaagd over het gedwongen vertrek van Victor Mogens, ook een pro-Duits radioman.
Al snel kozen de Duitsers voor uitzendingen vanaf Noorse grond en Sylou verhuisde mee. Ze gebruikten de faciliteiten van Norsk Rikskringkasting. Sylou gebruikte zijn invloed bij de Reichskommissariat Norwegen, de baas van de Noorse Omroep, om ook zijn eigen muziek naar voren te brengen. Hij kreeg daartoe meer ruimte toen hij samen met Eyvind Mehle verantwoordelijk werd voor de programmering. In die hoedanigheid werd Joodse muziek verboden en werd aan musici gevraagd om vooral lid te worden van de Nasjonal Samling. Hij werd daarin gesteund door Per Reidarson, een collega-musicus. Na verloop van tijd werd het aandeel Noorse muziek teruggeschroefd mede door een ban die Sylou uitsprak over een zestal Noorse musici, die alsnog via het muziekbureau van Brødrene Hals een concert hadden geprogrammeerd. De toenmalige nationale muziekconsultant (en componist) Geirr Tveitt diende zijn ontslag in en de ban over Robert Riefling, Jan Wølner, Frithjof Backer-Grøndahl, Amalie Christie, Rolf Storseth en Kari Glaser werd ingetrokken. Dat betekende ook het einde voor Sylou: hij verliet de radio op 28 oktober 1942.
Sylou probeerde zijn muzikale leven weer op te pakken en probeerde een concert te organiseren in Stavanger. Er zou door het Symfonieorkest van Stavanger tegen een vergoeding van NOK 10.000-15.000 een concert gegeven worden met muziek van Grieg. Het orkest weigerde. Het resultaat was dat 48 man publiek, waarvan 40 gratis, kwam opdraven. Diezelfde dag had antinazi-artiest Ivar Johnsen in Stavanger een concert georganiseerd, waarbij in het Fornøyelsesparken in Stavanger meer dan 1.000 mensen het slechte weer trotseerden.      
Composities
Van zijn composities is nauwelijks iets bekend.
- opus 1: Etude caprice pour piano (Oluf By, 1913)
- opus 2: ??
- opus 3: To digte (Norsk Musikforlag)
  - Graaten (tekst: Kristofer Janson)
  - Solskinsvisa (tekst: Kristopher Janson)
- opus 4: Tak ved champagneglasset (tekst: Sofus Widerøe, Norsk Musikforlag)
- opus 5: Elegie (tekst: Thoralv Klaveness, Norsk Musikforlag)
- opus 6: To digte av Thorleif Schjelderup-Ebbe (Norsk Musikforlag)
  - Nyperose-flirt
  - Kjaerlighet, Liebe, love og amour
- Vier liederen:
  - Sommardag, opgedragen aan Kirsten Flagstad (Norsk Musikforlag NMO 6803)
  - Høstens røda måne lyser
  - Nocturne
  - Du elkser meg
  - Alle vier gezongen door Flagstad 5 juli 1936

- Virtual International Authority File: 119149106164068491266